# Нижнечутинское нефтяное месторождение
Нижнечутинское нефтяное месторождение — крупное нефтяное месторождение Тимано-Печорской нефтегазоносной провинции, расположенное на территории Республики Коми, в районе города Ухты. Извлекаемые (С1 + С2) запасы нефти Нижнечутинского месторождения по российской классификации установлены (на октябрь 2008 года) на уровне 100,1 млн т, геологические — 272,9 млн т. Нижнечутинское месторождение оценивается как сложное для разработки: углеводороды залегают на небольшой глубине (порядка 28-150 м) и на большой площади (215 км²).
Лицензия на разведку и добычу на месторождении сроком до 2024 года принадлежит британской компании Timan Oil & Gas.